# Rugby Europe Women's Trophy
El Rugby Europe Women's Trophy (Trofeo de rugby femenino Europeo) es el torneo internacional de selecciones nacionales femeninas de rugby que organiza Rugby Europe, es la segunda división del rugby femenino europeo luego del Rugby Europe Women's Championship.

## Participantes

### Torneo 2024-25
- Alemania
- Bélgica
- Finlandia

## Campeonatos
| Edición | Temporada | Campeón                               | 2º puesto                             |
| ------- | --------- | ------------------------------------- | ------------------------------------- |
| I       | 2000      | Flandes                               | Países Bajos                          |
| II      | 2001      | Suecia                                | Países Bajos                          |
| III     | 2003      | Países Bajos                          | Alemania                              |
| IV      | 2004      | Países Bajos                          | Alemania                              |
| V       | 2005      | Rusia                                 | Noruega                               |
| VI      | 2007      | Universitarias de Francia             | Bélgica                               |
| VII     | 2008      | Rusia                                 | Francia Militar                       |
| VIII    | 2012      | Suecia                                | Países Bajos                          |
| IX      | 2019      | República Checa                       | Suiza                                 |
| X       | 2020      | Cancelado por la Pandemia de COVID-19 | Cancelado por la Pandemia de COVID-19 |
| XI      | 2021-22   | Suecia                                | República Checa                       |
| XII     | 2022-23   | Portugal                              | Finlandia                             |
| XIII    | 2024-25   | Bélgica                               | Alemania                              |

## Posiciones
- Número de veces que los equipos ocuparon cada posición en todas las ediciones.

| Equipo                    | Campeón | 2º puesto |
| ------------------------- | ------- | --------- |
| Suecia                    | 3       |           |
| Países Bajos              | 2       | 3         |
| Rusia                     | 2       |           |
| República Checa           | 1       | 1         |
| Bélgica                   | 1       | 1         |
| Flandes                   | 1       |           |
| Universitarias de Francia | 1       |           |
| Alemania                  |         | 3         |
| Suiza                     |         | 1         |
| Noruega                   |         | 1         |
| Francia Militar           |         | 1         |
| Finlandia                 |         | 1         |